# Resolutie 1738 Veiligheidsraad Verenigde Naties
Resolutie 1738 van de Veiligheidsraad van de Verenigde Naties werd unaniem door de
VN-Veiligheidsraad aangenomen op 23 december 2006 en
was meteen de laatste resolutie van dat jaar. De resolutie veroordeelde
de vele aanvallen op journalisten en de media die zich in gewapende conflicten bevonden.

## Inhoud

### Waarnemingen
Het internationaal recht verbood dat tijdens een conflict aanvallen werden gericht op de bevolking,
wat als een oorlogsmisdaad gold. Alle landen die deel uitmaakten van de Geneefse Conventies moesten
personen die dergelijke misdaden hadden gepleegd ook vervolgen. Veel geweld werd ook gepleegd tegen
journalisten en de media.

### Handelingen
Dergelijke aanvallen op journalisten en de media werden veroordeeld en alle partijen werden opgeroepen deze
praktijk te stoppen. Journalisten die zich in een gewapend conflict bevonden werden beschouwd als burgers.
Op alle partijen in gewapende conflicten werd aangedrongen de onafhankelijkheid en de rechten van journalisten
en de media te respecteren.

## Verwante resoluties
- Resolutie 1612 Veiligheidsraad Verenigde Naties (2005)
- Resolutie 1674 Veiligheidsraad Verenigde Naties
- Resolutie 1820 Veiligheidsraad Verenigde Naties (2008)
- Resolutie 1882 Veiligheidsraad Verenigde Naties (2009)

Lijst ·  1652 ·  1653 ·  1654 ·  1655 ·  1656 ·  1657 ·  1658 ·  1659 ·  1660 ·  1661 ·  1662 ·  1663 ·  1664 ·  1665 ·  1666 ·  1667 ·  1668 ·  1669 ·  1670 ·  1671 ·  1672 ·  1673 ·  1674 ·  1675 ·  1676 ·  1677 ·  1678 ·  1679 ·  1680 ·  1681 ·  1682 ·  1683 ·  1684 ·  1685 ·  1686 ·  1687 ·  1688 ·  1689 ·  1690 ·  1691 ·  1692 ·  1693 ·  1694 ·  1695 ·  1696 ·  1697 ·  1698 ·  1699 ·  1700 ·  1701 ·  1702 ·  1703 ·  1704 ·  1705 ·  1706 ·  1707 ·  1708 ·  1709 ·  1710 ·  1711 ·  1712 ·  1713 ·  1714 ·  1715 ·  1716 ·  1717 ·  1718 ·  1719 ·  1720 ·  1721 ·  1722 ·  1723 ·  1724 ·  1725 ·  1726 ·  1727 ·  1728 ·  1729 ·  1730 ·  1731 ·  1732 ·  1733 ·  1734 ·  1735 ·  1736 ·  1737 ·  1738